# Wojciech Krzysztof Wierzchowski

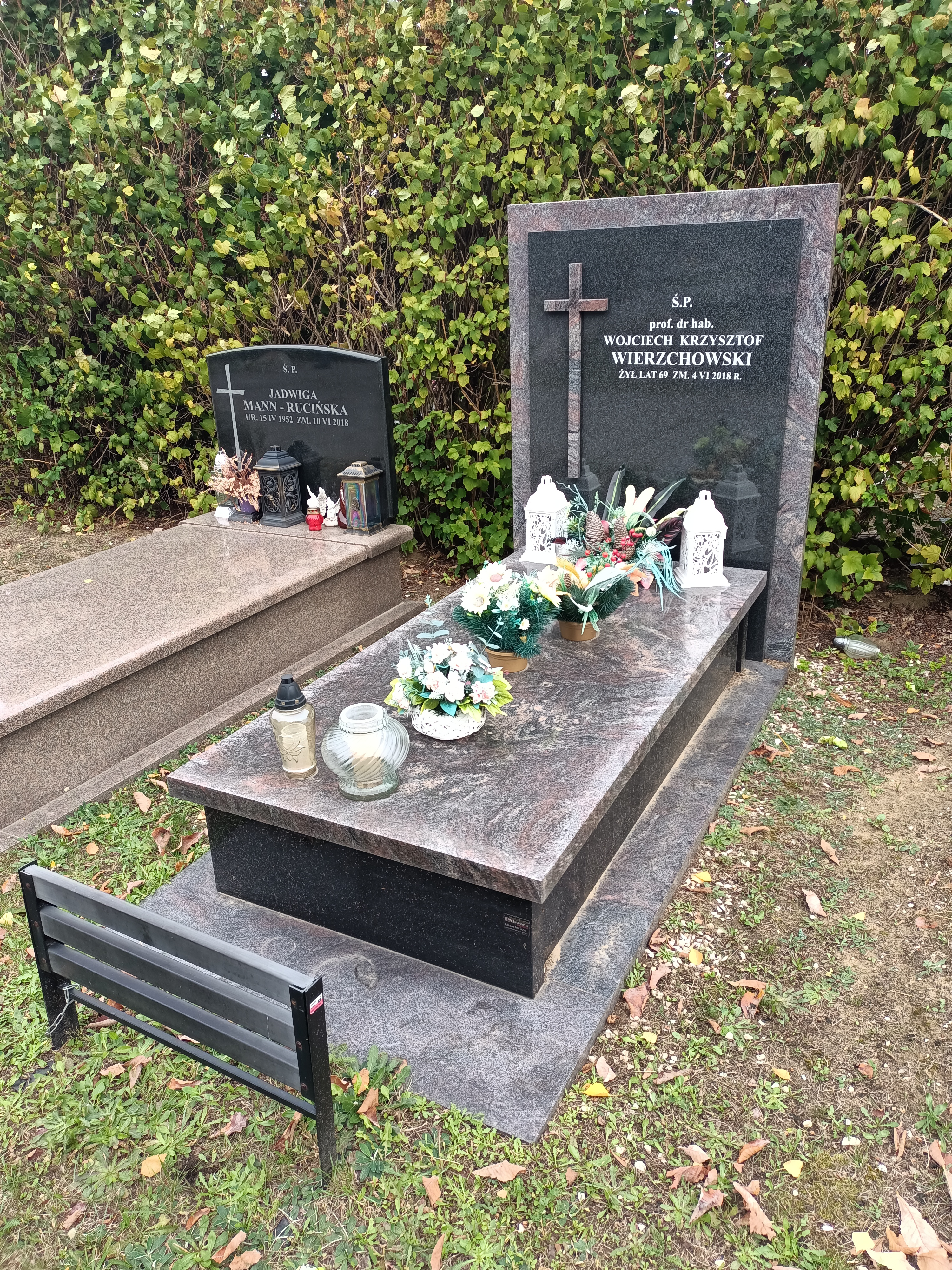
Grób Wojciecha Krzysztofa Wierzchowskiego na Cmentarzu Komunalnym Północnym w Warszawie

Wojciech Krzysztof Wierzchowski (ur. 6 lipca 1949 w Otwocku, zm. 4 czerwca 2018 w Warszawie) – polski specjalista w zakresie fizyki ciała stałego, profesor nadzwyczajny Instytutu Technologii Materiałów Elektronicznych.

## Życiorys
Syn Piotra i Zofii. Urodził się w 1949. W 1971 ukończył studia na Uniwersytecie Warszawskim. 17 czerwca 1982 uzyskał w Instytucie Fizyki Polskiej Akademii Nauk doktorat, a habilitację 24 czerwca 1996 w Instytucie Technologii Elektronowej na podstawie rozprawy zatytułowanej Badania realnej struktury monokryształów i warstw epitaksjalnych z zastosowaniem promieniowania synchrotronowego i symulacji obrazów dyfrakcyjnych.
Pełnił funkcję profesora nadzwyczajnego w Instytucie Technologii i Materiałów Elektronicznych.
Jego zainteresowania naukowe obejmowały takie zagadnienia jak: fizyka ciała stałego, krystalografia, rentgenografia, badania struktury defektowej kryształów i warstw epitaksjalnych, konwencjonalna i synchrotronowa rentgenowska topografia dyfrakcyjna, konwencjonalna i synchrotronowa rentgenowska dyfraktometria wysokorozdzielcza, symulacja obrazów defektów oparta na zastosowaniach numerycznego całkowania równań Takagi, symulacja krzywych dyfrakcyjnych.
Pochowany na Cmentarzu Komunalnym Północnym w Warszawie.